# Li Na (teniszező)
 Kínai név: vezetéknév: Li; utónév: Na
Li Na (Lǐ Nà (李娜, Li Na)) (Vuhan (Wuhan), 1982. február 26. –) kétszeres egyéni Grand Slam-tornagyőztes, visszavonult kínai teniszezőnő.
1999–2014 közötti profi pályafutása során két alkalommal győzött egyéniben Grand Slam-tornán: 2011-ben a Roland Garroson és 2014-ben az Australian Openen diadalmaskodott. Előbbi sikerével ő lett az első ázsiai teniszező, aki Grand Slam-tornát nyert. Az Australian Openen 2011-ben és 2013-ban is finálét játszott.
Egyéniben összesen kilenc, párosban kettő WTA-tornán diadalmaskodott, emellett 19 egyéni és 16 páros ITF-tornagyőzelmet szerzett. Legjobb egyéni világranglista-helyezése a második volt, ezt 2014 februárjában érte el. Ő az első ázsiai teniszezőnő, akinek sikerült ilyen magasra jutni a világranglistán.
Férje és korábbi edzője Csiang San (Jiang Shan) (姜山), akivel 2006-ban kötött házasságot. 2012 augusztusától Carlos Rodriguezzel, Justine Henin korábbi trénerével dolgozott együtt.
2019-ben az International Tennis Hall of Fame (Teniszhírességek Csarnoka) tagjai közé választották.

## Pályafutása
Kilencévesen kezdett el teniszezni. Tizennégy évesen, 1996-ban vett részt élete első felnőtt tornáján, egy pekingi ITF-torna selejtezőjében, ezt követően azonban három évig gyakorlatilag egyetlen meccset sem játszott. 1999 júniusában lépett legközelebb pályára egy kínai ITF-tornán, amit meg is nyert, megszerezve ezzel első címét. 2000-ben a US Openen, 2001-ben az Australian Openen és Wimbledonban játszott selejtezőt, s az amerikai tornán sikerült megnyernie egy mérkőzést.
2002 májusa és 2004 áprilisa között egyetemi tanulmányai miatt nem lépett pályára.
Ezt követően ismét rendszeresen játszott, s miután 2004 szeptemberében Kantonban megnyerte élete első WTA-tornáját, bekerült az első százba a világranglistán. 2005-ben a legjobb eredményét Estorilban érte el, amikor a döntőig jutott. 2006-ban ugyanitt megismételte ezt a teljesítményt, Wimbledonban pedig elérte addigi legjobb Grand Slam-eredményét, mivel a negyeddöntőig jutott, ahol a belga Kim Clijsterstől szenvedett vereséget.
2007-ben a legkiemelkedőbb eredménye egy elődöntő volt a Tier I-es Indian Wells-i versenyen, ahol a szlovák Daniela Hantuchovától kapott ki. Ekkoriban már a tizenhetedik volt a világranglistán, azonban egy bordasérülés miatt a júniusi birminghami versenyt követően már nem lépett pályára ebben az évben.
A 2008-as esztendőt rögtön egy tornagyőzelemmel kezdte. Gold Coaston a döntőben a fehérorosz Viktorija Azarankát győzte le három játszmában. 2009-ben a legnagyobb sikerét akkor könyvelhette el, amikor a US Openen a negyeddöntőig jutott, ahol Kim Clijsters győzte le. Ebben az évben Monterrey-ben és Birminghamben is döntőig jutott.
A 2010-es Australian Openen elődöntőt játszhatott, addigi legkiemelkedőbb Grand Slam-eredményét elérve. Serena Williamstől kapott ki két szoros játszmában. Ebben az évben megnyerte harmadik WTA-tornáját is, miután júniusban a birminghami fináléban legyőzte az orosz Marija Sarapovát. Ezt követően került először a legjobb tízbe a világranglistán.

### 2011
A 2011-es esztendő első fele a nagy sikerek időszakának bizonyult. Az első tornán, Sydney-ben a döntőig verekedte magát, ahol két szettben legyőzte Kim Clijsterst, megszerezve ezzel pályafutása negyedik WTA-győzelmét. Az Australian Openen túlszárnyalta előző évi eredményét is, mert az elődöntőben a világelső Caroline Wozniackit legyőzve bejutott a döntőbe, ott azonban Kim Clijsters visszavágott neki, s kikapott három játszmában.
A Roland Garrost felvezető salakos tornák közül a legjobb eredményét Madridban és Rómában érte el. Mindkét versenyen az elődöntőig jutott, Petra Kvitovától, illetve Samantha Stosurtól szenvedett vereséget.
A Roland Garroson azonban már nem talált legyőzőre. Pályafutása eddigi csúcsát elérve ismét a döntőbe jutott, ahol két játszmában legyőzte a címvédő olasz Francesca Schiavonét, bejutva ezzel a világranglistán a legjobb négy játékos közé. Ő az első ázsiai teniszező, aki Grand Slam-tornát nyert, s a japán Date Kimiko után a második, aki elérte a negyedik helyet a világranglistán.
Az év harmadik Grand Slam-tornáján, Wimbledonban nem sikerült megismételni a korábbi hónapok bravúrjait. Harmadik kiemeltként már a második körben kénytelen volt búcsúzni, mivel 3–6, 6–4, 8–6-ra kikapott Sabine Lisickitől.
A US Open előtti kemény pályás versenyeken Torontóban és Cincinnatiben is kikapott Samantha Stosurtól a nyolcaddöntőben, New Havenben pedig az elődöntőben búcsúzott a cseh Petra Cetkovská ellen. A US Openen hatodik kiemeltként meglepetésre már az első körben kiesett, miután 6–2, 7–5-ös vereséget szenvedett a román Simona Haleptől.
A szezon végén először vehetett részt a világbajnokságon, de a csoportból nem sikerült továbbjutnia. Az első mérkőzését megnyerte Marija Sarapova ellen, ezt követően azonban Viktorija Azarankától és Samantha Stosurtól is kikapott. Az ötödik helyen zárta az évet.

### 2012
Címvédőként tért vissza Sydney-be, s negyedik kiemeltként újra eljutott a döntőig, ott azonban 6–2, 1–6, 6–3-ra kikapott Viktorija Azarankától. Az Australian Openen a negyedik körben esett ki, ahol megismétlődött az előző évi döntő, mivel Kim Clijsters volt az ellenfele. Li Na annak ellenére szenvedett 4–6, 7–6(6), 6–4 arányú vereséget, hogy a második szett rövidítésében egymást követő négy mérkőzéslabdája volt, de egyiket sem sikerült kihasználnia.
Két héttel később a párizsi torna első fordulójában hátfájás miatt, 6–7(5), 2–3-as állásnál fel kellett adnia a Cvetana Pironkova elleni mérkőzését. Márciusban a két nagy amerikai versenyen, Indian Wellsben és Miamiban egyaránt a negyeddöntőben esett ki, előbbin Angelique Kerbertől 6–4, 6–2-re, utóbbin Marija Sarapovától 6–3, 6–0-ra kapott ki.
A salakos szezon első két tornáján, Stuttgartban és Madridban szintén a negyeddöntőben esett ki, majd Rómában sikerült bejutnia a döntőbe, ott azonban 4–6, 6–4, 7–6(5)-os vereséget szenvedett Sarapovától, annak ellenére, hogy már 6–4, 4–0-ra vezetett, majd a második szettben 6–5-nél mérkőzéslabdája is volt. A Roland Garroson három meccset tudott megnyerni, a negyedik körben viszont nem bírt Jaroszlava Svedovával, 3–6, 6–2, 6–0-ra veszítette el az összecsapást.
Wimbledonban már a második körben elbúcsúzott a küzdelmektől, miután két játszmában kikapott Sorana Cîrsteától. Néhány héttel később szintén az All England Club füves pályáin, de már az olimpiai játékokon versenyzett, s ezúttal az első körben vereséget szenvedett Daniela Hantuchovától.
Az amerikai körverseny kemény pályás tornái közül Montréalban lépett először pályára, s a szezon során harmadszor is fináléba jutott, de győznie nem sikerült ez alkalommal sem, mivel Petra Kvitová 7–5, 2–6, 6–3 arányban jobbnak bizonyult nála. Egy héttel később azonban Cincinnatiben már nem talált legyőzőre, miután a döntőben 1–6, 1–3-as hátrányból fordítva 1–6, 6–3, 6–1-re legyőzte a német Angelique Kerbert, megszerezve ezzel pályafutása hatodik tornagyőzelmét. A US Openen a harmadik körig jutott, miután vereséget szenvedett a brit Laura Robsontól. Az év hátralévő részében még három tornán vett részt: Pekingben egy mérkőzést nyert, Tokióban az elődöntőben kapott ki Marija Sarapovától, az év végi világbajnokságon pedig nem jutott túl a csoportkörön, miután csak Kerbert tudta legyőzni, Azarankát és Serena Williamset nem.

## Grand Slam-döntői

### Egyéni

#### Győzelmei (2)
| Év   | Bajnokság       | Ellenfél a döntőben | Döntő eredménye |
| 2011 | Roland Garros   | Francesca Schiavone | 6–4, 7–6(0)     |
| 2014 | Australian Open | Dominika Cibulková  | 7–6(3), 6–0     |

#### Elveszített döntői (2)
| Év   | Bajnokság       | Ellenfél a döntőben | Döntő eredménye |
| 2011 | Australian Open | Kim Clijsters       | 6–3, 3–6, 3–6   |
| 2013 | Australian Open | Viktorija Azaranka  | 6–4, 4–6, 3–6   |

## Eredményei Grand Slam-tornákon

### Egyéniben
| Grand Slam | Australian Open | Australian Open    | Roland Garros | Roland Garros         | Wimbledon   | Wimbledon                   | US Open     | US Open             |
| Év         | Eredmény        | Utolsó ellenfél    | Eredmény      | Utolsó ellenfél       | Eredmény    | Utolsó ellenfél             | Eredmény    | Utolsó ellenfél     |
| 2005       | 3. kör          | Marija Sarapova    | –             | –                     | –           | –                           | 1. kör      | Lindsay Davenport   |
| 2006       | 1. kör          | Serena Williams    | 3. kör        | Szvetlana Kuznyecova  | Negyeddöntő | Kim Clijsters               | 4. kör      | Marija Sarapova     |
| 2007       | 4. kör          | Martina Hingis     | 3. kör        | Sybille Bammer        | –           | –                           | –           | –                   |
| 2008       | 3. kör          | Marta Domachowska  | –             | –                     | 2. kör      | Anasztaszija Pavljucsenkova | 4. kör      | Jelena Gyementyjeva |
| 2009       | –               | –                  | 4. kör        | Marija Sarapova       | 3. kör      | Agnieszka Radwańska         | Negyeddöntő | Kim Clijsters       |
| 2010       | Elődöntő        | Serena Williams    | 3. kör        | Francesca Schiavone   | Negyeddöntő | Serena Williams             | 1. kör      | Katerina Bondarenko |
| 2011       | Döntő           | Kim Clijsters      | Győzelem      | Francesca Schiavone   | 2. kör      | Sabine Lisicki              | 1. kör      | Simona Halep        |
| 2012       | 4. kör          | Kim Clijsters      | 4. kör        | Jaroszlava Svedova    | 2. kör      | Sorana Cîrstea              | 3. kör      | Laura Robson        |
| 2013       | Döntő           | Viktorija Azaranka | 2. kör        | Bethanie Mattek-Sands | Negyeddöntő | Agnieszka Radwańska         | Elődöntő    | Serena Williams     |
| 2014       | Győzelem        | Dominika Cibulková |               |                       |             |                             |             |                     |

## WTA-döntői

### Egyéni

#### Győzelmei (9)
| Összesítés           |                        |
| Grand Slam-torna (2) |                        |
| Tier I (0)           | Premier Mandatory* (0) |
| Tier II (0)          | Premier Five* (1)      |
| Tier III (2)         | Premier* (1)           |
| Tier IV (0)          | International* (3)     |
| Tier V (0)           | Challenger* (0)        |

* 2009-től megváltozott a tornák rendszere. Challenger tornákat 2012-től rendeznek.
 Az egymás mellett azonos színnel jelölt tornatípusok között nincs teljes mértékű megfelelés.
|    | Dátum                | Torna                                             | Borítás | Ellenfél a döntőben | Eredmény a döntőben | Eredmény a döntőben |
| 1. | 2004. szeptember 27. | Guangzhou International Women’s Open, Kanton      | Kemény  | Martina Suchá       | 6–3, 6–4            |                     |
| 2. | 2008. január 5.      | Mondial Australian Women's Hardcourts, Gold Coast | Kemény  | Viktorija Azaranka  | 4–6, 6–3, 6–4       |                     |
| 3. | 2010. június 13.     | AEGON Classic, Birmingham                         | Fű      | Marija Sarapova     | 7–5, 6–1            |                     |
| 4. | 2011. január 15.     | Medibank International, Sydney                    | Kemény  | Kim Clijsters       | 7–6(3), 6–3         |                     |
| 5. | 2011. június 4.      | Roland Garros, Párizs                             | Salak   | Francesca Schiavone | 6–4, 7–6(0)         | (részletek)         |
| 6. | 2012. augusztus 19.  | Western & Southern Open, Cincinnati               | Kemény  | Angelique Kerber    | 1–6, 6–3, 6–1       | (részletek)         |
| 7. | 2013. január 5.      | Shenzhen Open, Sencsen                            | Kemény  | Klára Zakopalová    | 6–3, 1–6, 7–5       |                     |
| 8. | 2014. január 5.      | Shenzhen Open, Sencsen                            | Kemény  | Peng Suaj           | 6–4, 7–5            |                     |
| 9. | 2014. január 25.     | Australian Open, Melbourne                        | Kemény  | Dominika Cibulková  | 7–6(3), 6–0         | (részletek)         |

#### Elveszített döntői (11)
|     | Dátum               | Torna                                | Borítás | Ellenfél a döntőben  | Eredmény a döntőben | Eredmény a döntőben |
| 1.  | 2005. május 1.      | Estoril Open, Estoril                | Salak   | Lucie Šafářová       | 7–6(4), 4–6, 3–6    |                     |
| 2.  | 2006. május 7.      | Estoril Open, Estoril                | Salak   | Cseng Csie           | 7–6(5), 5–7 feladta |                     |
| 3.  | 2009. március 8.    | Monterrey Open, Monterrey            | Kemény  | Marion Bartoli       | 4–6, 3–6            |                     |
| 4.  | 2009. június 14.    | AEGON Classic, Birmingham            | Fű      | Magdaléna Rybáriková | 0–6, 6–7(2)         |                     |
| 5.  | 2011. január 29.    | Australian Open, Melbourne           | Kemény  | Kim Clijsters        | 6–3, 3–6, 3–6       | (részletek)         |
| 6.  | 2012. január 13.    | Apia International Sydney, Sydney    | Kemény  | Viktorija Azaranka   | 2–6, 6–1, 3–6       |                     |
| 7.  | 2012. május 20.     | Internazionali BNL d’Italia, Róma    | Salak   | Marija Sarapova      | 6–4, 4–6, 6–7(5)    | (részletek)         |
| 8.  | 2012. augusztus 12. | Rogers Cup, Montréal                 | Kemény  | Petra Kvitová        | 5–7, 6–2, 3–6       | (részletek)         |
| 9.  | 2013. január 26.    | Australian Open, Melbourne           | Kemény  | Viktorija Azaranka   | 6–4, 4–6 3–6        | (részletek)         |
| 10. | 2013. április 28.   | Porsche Tennis Grand Prix, Stuttgart | Fű      | Marija Sarapova      | 4–6, 3–6            |                     |
| 11. | 2013. október 27.   | WTA Tour Championships, Isztambul    | Kemény  | Serena Williams      | 6–2, 3–6, 0–6       |                     |

### Páros

#### Győzelmei (2)
| Összesítés           |                        |
| Grand Slam-torna (0) |                        |
| Tier I (0)           | Premier Mandatory* (0) |
| Tier II (0)          | Premier Five* (0)      |
| Tier III (1)         | Premier* (0)           |
| Tier IV (1)          | International* (0)     |
| Tier V (0)           | Challenger* (0)        |

* 2009-től megváltozott a tornák rendszere. Challenger tornákat 2012-től rendeznek.
 Az egymás mellett azonos színnel jelölt tornatípusok között nincs teljes mértékű megfelelés.
|   | Dátum            | Torna                   | Borítás | Partner         | Ellenfelek a döntőben                  | Eredmény a döntőben |
| 1 | 2000. június 18. | Tashkent Open, Taskent  | Kemény  | Li Ting         | Iroda To’laganova / Anna Zaporozsanova | 3–6, 6–2, 6–4       |
| 2 | 2006. június 18. | DFS Classic, Birmingham | Fű      | Jelena Janković | Jill Craybas / Liezel Huber            | 6–2, 6–4            |

## Év végi világranglista-helyezései
| Év       | 1999 | 2000 | 2001 | 2002 | 2004 | 2005 | 2006 | 2007 | 2008 | 2009 | 2010 | 2011 | 2012 | 2013 | 2014 |
| Helyezés | 363. | 134. | 303. | 277. | 80.  | 57.  | 21.  | 29.  | 23.  | 15.  | 11.  | 5.   | 7.   | 3.   | 9.   |